# Scala di Santa Regina
La Scala di Santa Regina (A Scala di Santa Regina / Santa r'ghjina en langue corse) est le chemin longtemps unique voie de circulation entre le Niolo et la plaine. Son nom évoque de magnifiques lacets en pierres dessinés dans la roche granitique. Il vient des escaliers (scala) qui semblent taillés dans le roc. Ce monument architectural témoigne du savoir-faire des hommes (technique de la pierre sèche) et des pratiques ancestrales (la transhumance). Il est devenu un lieu réputé de la randonnée dans les îles de Méditerranée.

## Le sentier de la Scala di Santa Regina

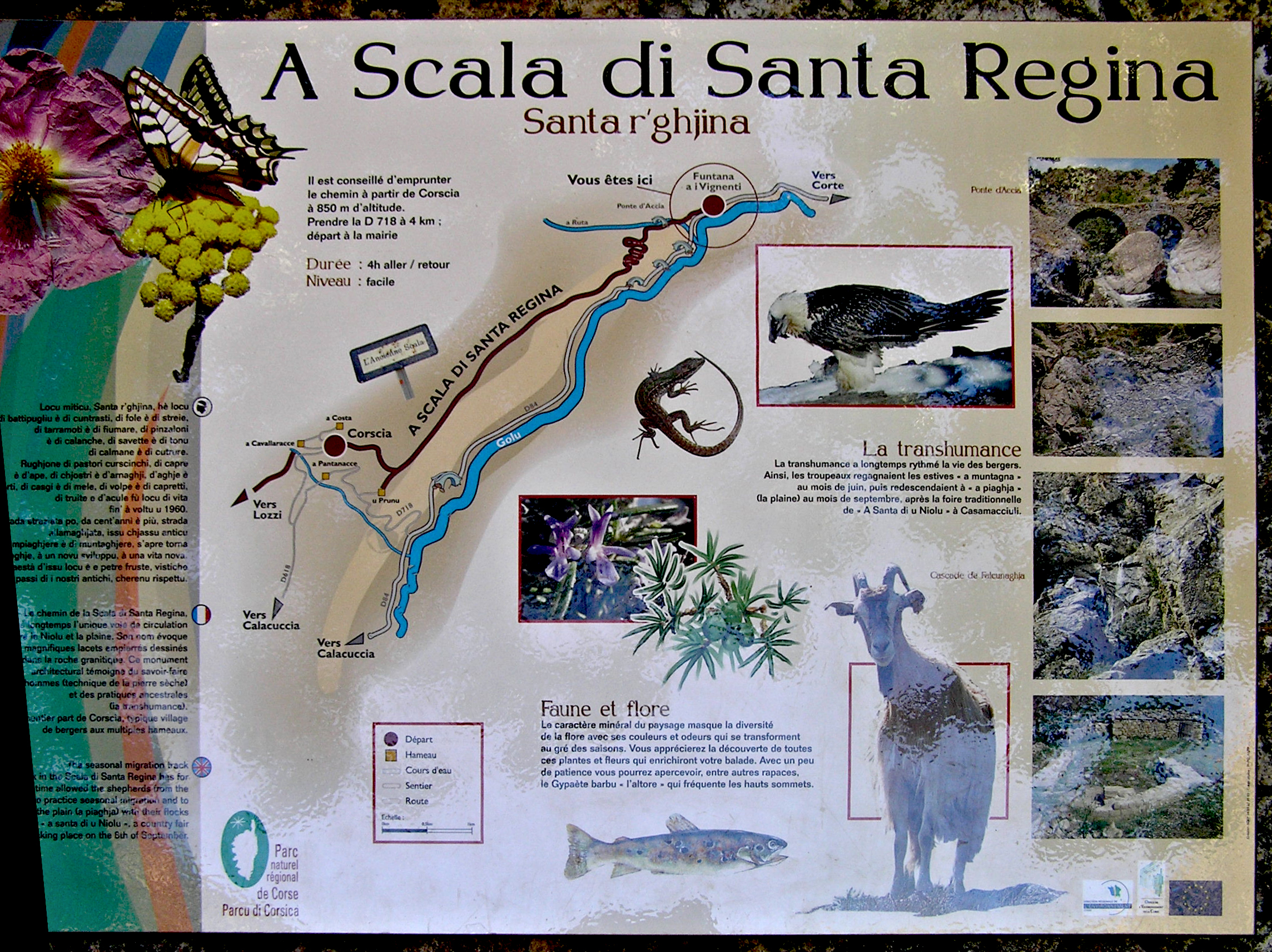
Le sentier

De François Giacobbi qui fut président du parc naturel régional de Corse, président de la Fédération des parcs naturels régionaux, président de la fédération des parcs naturels et nationaux d'Europe : « Si Porto évoque la Grèce et Phidias, la Scala di Santa Regina rappelle Michel-Ange et ses corps de Titans foudroyés ».
Le sentier part de Corscia (810 m), un typique village de bergers aux multiples hameaux, et conduit jusqu'à Funtana di i Vignenti (504 m), une fontaine en bordure de la route D84. Son tracé de quatre kilomètres environ, longe le cours du Golo sur sa rive gauche dans un remarquable défilé creusé dans de la roche de granite rouge.
Entretenu, balisé et remis au goût du jour, cet ancien sentier est signalé en bordure de route par un panneau d'information du parc naturel régional de Corse.
Le sentier de la Scala di Santa Regina fait partie du Sentier de la transhumance, un chemin millénaire qui reliait Aléria à Galéria, soit la façade orientale à la façade occidentale de la Corse.

## Défilé de la Scala di Santa Regina

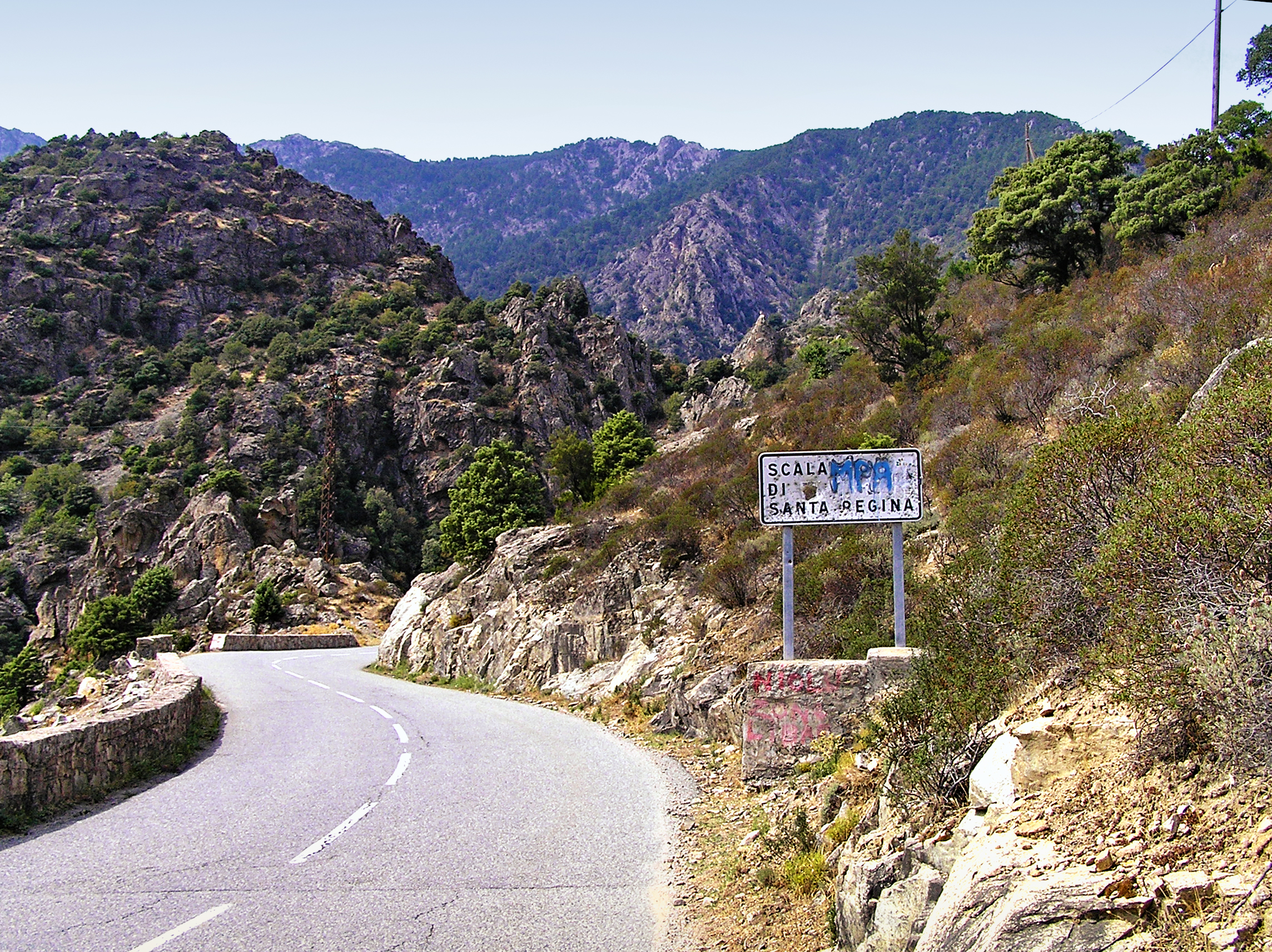
L'entrée dans le défilé

Aujourd'hui, pour accéder à Calacuccia à travers ce site exceptionnel, c'est la route D 84 qui dessert la microrégion du Niolo depuis Ponte-Castirla (Castirla). Cette route est aussi une des voies d'accès au parc naturel régional de Corse. La voie nouvelle du défilé avait été ouverte à la fin du XIXe siècle.
Le défilé de la Scala di Santa Regina est un très long ravin désolé, hostile, sauvage, un étrange corridor de roches de granite rouge, de rocaille et de caillasse.
La rare végétation est représentée essentiellement par des genévriers cades qui poussent sur les parois rocheuses, on se demande comment car il n'y a pas de terre, et curieusement des romarins ras, cette plante ne poussant pas partout dans le centre de l'île. Les bords du fleuve sont peuplés d'aulnes et de quelques pins maritimes.

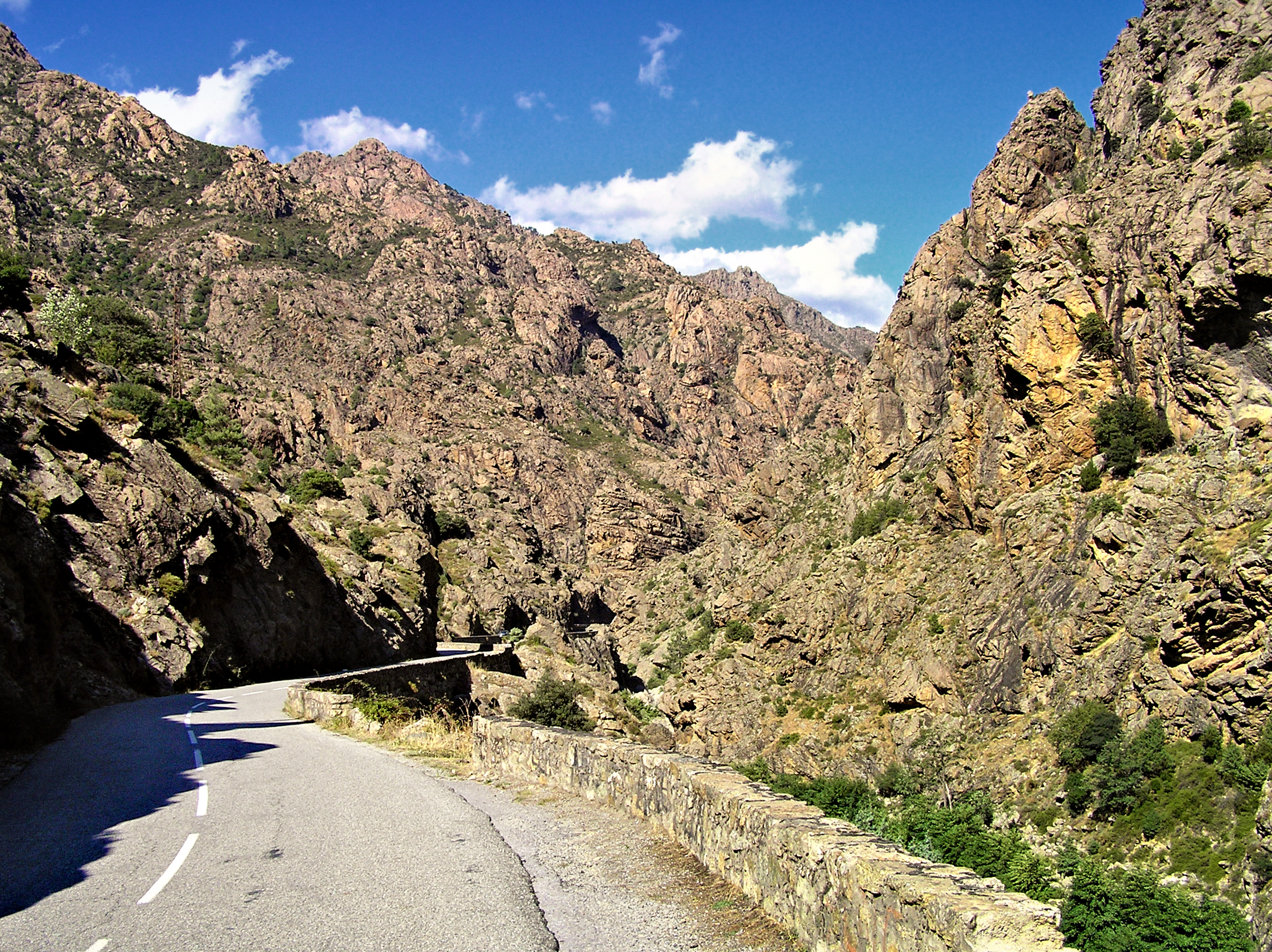
La scala di Santa Regina

Au fond des gorges, le Golo a créé de nombreuses piscines naturelles. Elles ne sont pas prises d'assaut par les estivants comme dans la vallée d'Asco voisine, car la baignade y est interdite, des délestages des eaux du barrage étant toujours possibles. Les places de stationnement sont rares le long du défilé.
Une passerelle permet de franchir le défilé à pied. Elle est située en amont, à la sortie du défilé.
À l'entrée du défilé, au lieu-dit Santa Regina, se trouve un oratoire dédié à la Vierge.

## Patrimoine naturel

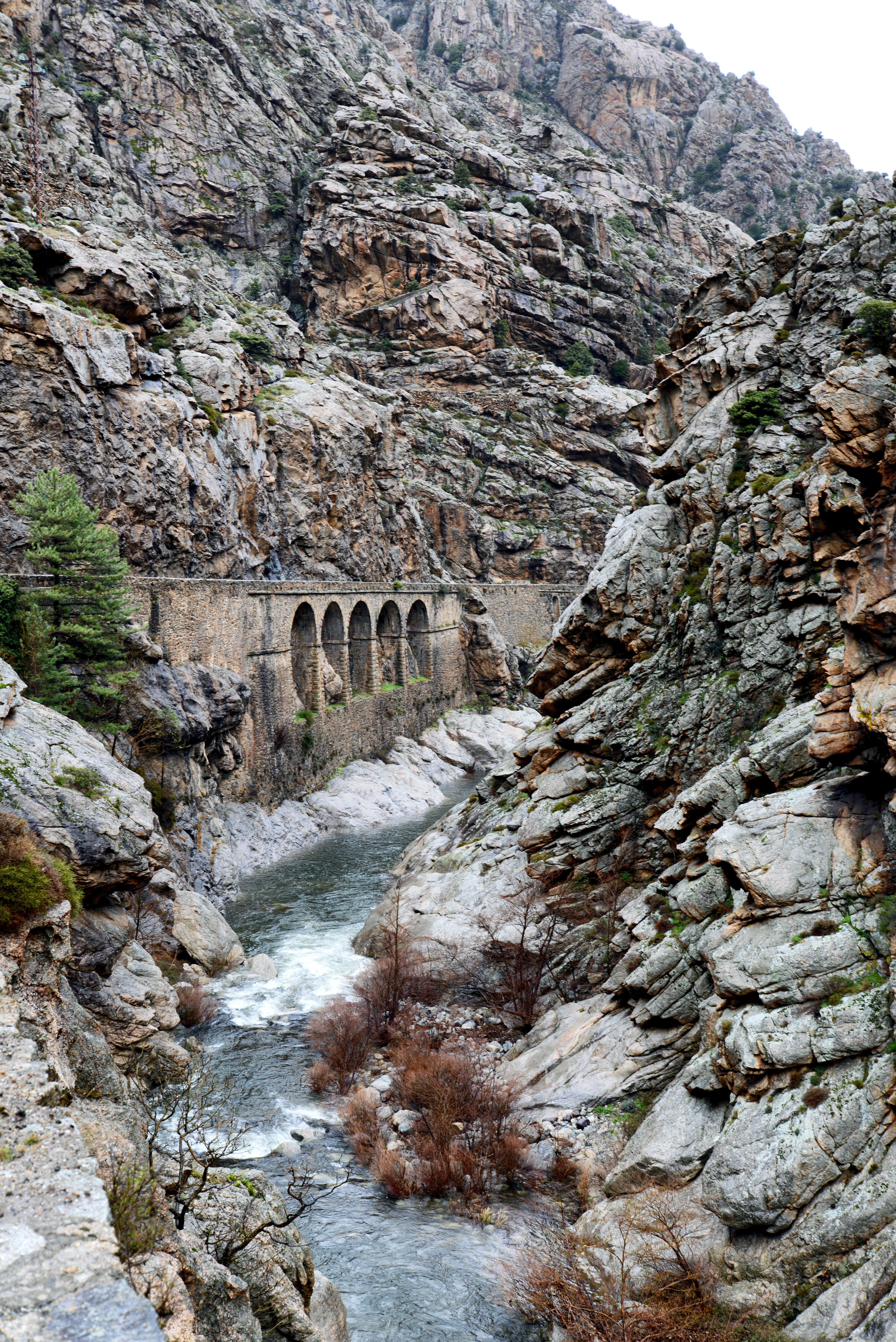
Le Golo dans la Scala di Santa Regina

### ZNIEFF
Les « Gorges de Scala di Santa Regina », défilé rocheux situé entre Ponte-Castirla et Corscia et qui relie le sillon central de la région du Niolu, sont aussi une zone naturelle d'intérêt écologique, faunistique et floristique de 2e génération, couvrant une superficie de 1 860 ha.